# تقلید (اسلام)

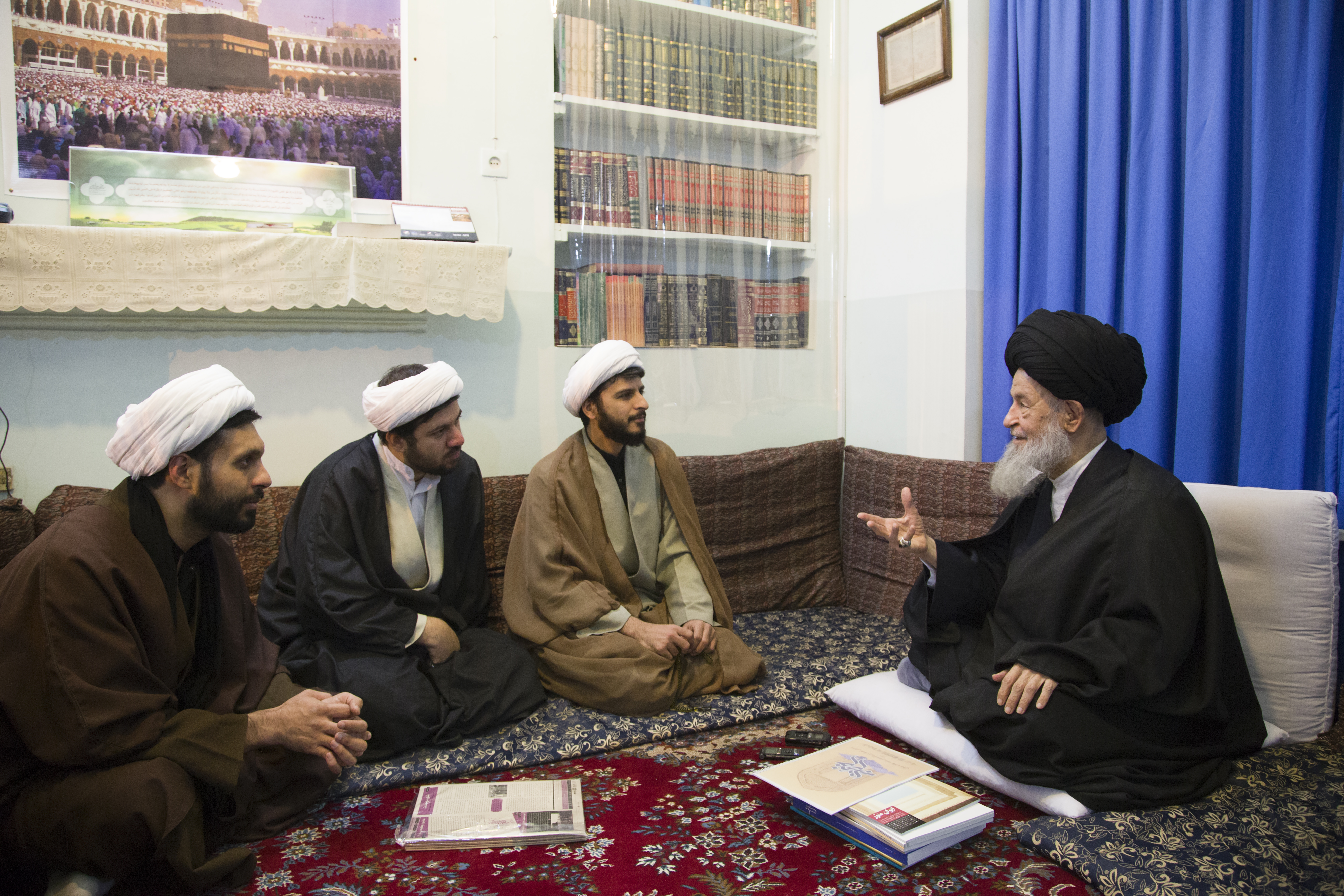
در این تصویر دیده می‌شود که چند طلبه نزد سید محمدعلی علوی حسینی گرگانی از مراجع تقلید شهر قم آمده‌اند و در حال گرفتن حکمی تقلیدی از او هستند.

تقلید در اصل به معنی پیروی و دنباله‌روی است و در شریعت اسلامی به معنی اجرای حکمی است که مرجع تقلید بیان می‌کند. عموماً گفته می‌شود تقلید در اصول دین جایز نیست و باید با تحقیق به آن‌ها رسید، ولی در احکام اغلب اوقات باید از شخص متخصص که به او مجتهد جامع‌الشرایط یا مرجع تقلید می‌گویند تقلید نمود. البته در تعیین حوزه لزوم تقلید، اختلاف نظر وجود دارد.

## معانی تقلید
تقلید مصدر عربی باب تفعیل از مادّه «قَلَد»، و در لغت به معنای چیزی را ملازم کسی یا شخصی قرار دادن و گردن نهادن به کاری است. این واژه در اصطلاح فقهی به معنای التزام به عمل و گفتار مجتهد معیّن است. البته این واژه در متون فقهی در مبحث حج به معنای «علامتی بر گردن قربانی آویختن تا معلوم شود برای قربانی در حج است» هم به کار رفته‌است.
در منابع اصولی و فقهی دو گونه تعریف برای تقلید مطرح شده شماری از فقها تقلید را امری متمایز از عمل کردن به حکم شرعی و آن را اخذ فتوای مجتهد یا پذیرفتن آن یا التزام داشتن به آن تعریف کرده‌اند. در برابر، بیشتر فقها ماهیت تقلید را همان پیروی عملی از فتوای مجتهد دانسته‌اند.

## مصادیق تقلید
از دیدگاه فقه اسلامی، تقلید در برخی موارد، از جمله دربارهٔ احکام ضروری و یقینی مجاز نیست، زیرا در سیرهٔ عقلا تقلید تنها در مواردی صورت می‌گیرد که علم و قطع برای خود شخص وجود نداشته باشد. مورد دیگری که تقلید در آن ممکن نیست، عقایدی است که باید نسبت به آن‌ها اعتقاد یقینی حاصل شود (مانند اصول دین)، حال آنکه تقلید یقین‌آور نیست. البته در برخی عقاید فرعی مذهبی رجوع جاهل به عالم می‌تواند برای مکلف یقین‌آور باشد، مانند رجوع به پیامبر اسلام برای تعیین امام و جانشینان پس از او؛ ولی این امر مصداق تقلید مصطلح شمرده نشده‌است. اهل سنّت نیز تقلید در عقاید را جایز نمی‌دانند زیرا در این‌گونه امور تفکر و رسیدن به اطمینانْ مطلوب و تقلید مذموم است. آیة ۲۲ سورهٔ زخرف پیروی بی‌دلیل از روش گذشتگان را ناپسند شمرده و پیامبر اسلام نیز به تفکر در آیات مربوط به معرفت الهی توصیه کرده‌است. تنها به ظاهری مذهبان جواز تقلید در عقاید نسبت داده شده‌است.
موارد دیگر ممنوعیت تقلید در منابع فقهی امامی عبارت اند از: مسائل اصول فقه؛ مقدّمات اجتهاد، مانند صرف و نحو؛ شناختن مفهوم آن دسته از موضوعات احکام شرعی که جنبهٔ عرفی یا لغوی دارند، بر خلاف مواردی که شرع آن‌ها را ایجاد نموده (مانند نماز و روزه)؛ و بالاخره احکام غیرالزامی مانند مستحبات و مکروهات که نیازی به تقلید ندارند و می‌توان آن‌ها را به امید رسیدن به پاداش الاهی انجام داد. در پاره‌ای منابع فقهی سه مورد نخست هم، به استناد سیره عقلا، مشمول ادلهٔ جواز تقلیدند.
در مذاهب مختلف اسلامی، تقلید بر مجتهد حرام است اما فرد غیرمجتهد یا کسی که در برخی موضوعات، عامی محسوب می‌شود، باید تقلید کند.

## تقلید در مذهب شیعه
تقلید در مذهب شیعه از عصر امامان آغاز شد. آنان پیروانشان را به راویان حدیث یا یاران نزدیک خود، ارجاع می‌دادند و گاهی یاران خود را به حضور در مساجد و مراکز عمومی برای فتوادادن و ارشاد مردم تشویق می‌نمودند. ظهور تقلید در عصر امامان و تشویق آنان به این امر، بعلت فاصلهٔ زیاد میان شهرها، فراهم نبودن امکانات ضروری برای مسافرت مردم و در نتیجه دشواری دسترسی به امام یا دسترسی نداشتن به وی، عاملِ تقیه در بسیاری موارد و بالاخره پدید آمدن مشکلات شخصی و عسر و حرج برای امامان در صورت مراجعة مستقیم مردم به آن‌ها بود. در عصر غیبت صغرا نیاز به تقلید در احکام شرعی بیشتر احساس شد و بنا بر توقیعی که از آخرین امام شیعیان (امام دوازدهم شیعه) نقل شده‌است، مرجع شناخت احکام در موضوعات جدید را فقیهانی معرفی کرده که دارای شرایطی هستند و مردم باید از آن‌ها تقلید کنند.
در عصر غیبت کبرا نیز مسئلهٔ تقلید همواره در میان شیعیان مطرح بوده و در دوره‌های گوناگون کمتر دربارهٔ ضرورت داشتن آن تردید شده، هر چند که در ضوابط و شرایط آن بین اصولیون و اخباریون اختلافاتی وجود داشته‌است.
به نظر می‌رسد سابقهٔ پژوهش در بارهٔ اجتهاد و تقلید به عصر تدوین علم اصول فقه برمی گردد. این موضوع در کتاب‌های اصولی امامی، از زمان نگارش الذریعه الی اصول الشریعه (تألیف سید مرتضی علم الهدی، متوفی ۴۳۶) تا عصر حاضر، بررسی شده‌است. در کتب فقه استدلالی نیز گاه برخی مباحث مربوط به تقلید، ضمن بررسی شرایط فقیه جامع‌الشرایط، بیان می‌شود. از قرن دهم به بعد، آثار مستقلی در این باره با عنوان الاجتهاد و التقلید یا عناوین دیگر نگاشته شد و پس از شیخ انصاری آغاز رساله‌های عملی با این مبحث رواج یافت. از زمان تألیف کتاب العروةالوثقی، اثر سید محمدکاظم طباطبائی یزدی (متوفی ۱۳۳۷) نیز مباحث اجتهاد و تقلید در ابتدای کتب فقهی مطرح گردید.

### ادله جواز و وجوب تقلید از نظر شیعه
نظر مشهور فقهای شیعه بر وجوب یکی از سه امر اجتهاد، احتیاط یا تقلید برای مکلف است اما در نوع این وجوب اختلاف نظر وجود دارد. برخی این وجوب را شرعی دانسته‌اند؛ یا از آنرو که ادله وجوب شرعیِ فراگیری احکام بر آن دلالت دارد یا از آن جهت که تقلید مقدمة انجام دادن تکالیف شرعی است و «وجوب مقدَّمی» دارد. برخی دیگر این وجوب را عقلی دانسته‌اند، زیرا عقل درک می‌کند که مکلف در صورت انجام دادن حرام و ترک کردن واجب مستوجب عِقاب است، پس باید مستند و حجتی بیابد که او را از عذاب و عقاب ایمن سازد. این حجت از یکی از سه راه مذکور (اجتهاد، احتیاط، تقلید) حاصل می‌شود. بر این اساس، تقلید در کنار دو راه دیگر وجوب تخییری دارد و مکلف می‌تواند از راه تقلید، احکام شرعی خود را فرا گیرد؛ بنابراین اگر اجتهاد برای او ممکن نباشد، تقلید واجب تعیینی می‌شود. به تصریح فقها حکم تقلید، خود نمی‌تواند مورد تقلید قرار گیرد، بلکه مقلد باید با یقین خود و به استناد حکم عقل تقلید نماید و گرنه دور باطل لازم می‌آید، هر چند دربارهٔ جزئیات احکام تقلید، امکان تقلید وجود دارد. سید محمد جواد غروی در کتاب خود چنین می‌نویسد که مقلد هم باید در شناخت احکام الهی به علم برسد از اینرو تبعیت از یک فقیه رفع مسئولیت از او نمی‌کند و باید با حکمیت عقل، از هر فقیهی که مسئله یا مسائل احکام را با استناد به کتاب خدا و سنت قطعیه عقلیه بیان می‌نماید، پیروی کند. پس مقلد می‌تواند در هر حکمی از یک مجتهد، مستقلاً تبعیت نماید نه اینکه در تمامی مسائل، از یک فقیه تقلید کند و در مسائل ثابت شرع نیازی نیست که فقیه در قید حیات باشد.

#### دلایل چهارگانه جواز و وجوب تقلید
دلایل چهارگانه فقهی جواز و وجوب تقلید به تفصیل شامل: عقل، وحی و حدیث و اجماع می‌باشند.

##### دلایل عقلی
برای وجوب یا جواز تقلید ادلهٔ متعددی مطرح شده، از جمله آنکه جواز تقلید بدیهی و فطری است و نیاز به دلیل ندارد، زیرا هر جاهلی به اقتضای فطرت خویش برای رفع جهل خود به عالم رجوع می‌کند. دلیل دیگر این است که سیرهٔ عقلا بر حسب دریافت عقلایی خویش، رجوع به متخصص در هر رشته‌است و از آنجا که شارع این سیره را منع نکرده، مورد تأیید اوست و گرنه برای شناخت احکام و اطاعت از دستورهای دین راه دیگری معرفی می‌کرد.

##### دلایل وحیانی
آیات متعددی دلیل دیگر جواز تقلیدند، از جمله آیة ۷ سوره انبیاء که سؤال کردن از عالمان و «اهل ذکر» را بر غیر عالمان لازم دانسته‌است اما گفته‌اند که این آیه دربارهٔ اعتقادات است که تقلید در آن راه ندارد. همچنین برخی آیة ۱۲۲ سوره توبه را، که بر وجوب سفر برای تفقّه در امر دین دلالت دارد، دلیل جواز تقلید از فقها دانسته‌اند.
در قرآن دو نوع تقلید مطرح شده‌است: تقلید ناپسند و تقلید پسندیده.
در آیات مختلف قرآن، تقلید از رهبران شرک، تقلید از مستکبران و تقلید از نیاکان از روی تعصب و جهل، ناپسند و مذموم دانسته شده‌است. همچنین تقلید کورکورانه در اصول دین را امری جاهلانه و خلاف عقل دانسته‌است. به علاوه، آیه ۳۱ سوره توبه، تقلید چشم‌بسته و پیروی بی چون و چرای یهود از پیشوایان دینی خود را نکوهیده‌است.
تقلید در اصول دین و عقاید، مذموم و ناپسند است؛ ولی آیات متعددی، تقلید در فروع دین و احکام تأیید شده، و بر آن تأکید شده‌است.
علمای تفسیر و فقه از آیه ۱۲۲ سوره توبه لزوم تقلید «جاهلان به احکام دین» از فقیهان و عالمان برداشت کرده‌اند: گروهی از علمای اسلام به آیه یاد شده در مسئله جواز تقلید استدلال کرده‌اند، و چنین استدلال نموده‌اند که فراگیری تعلیمات اسلام و رساندن آن به دیگران در مسائل فروع دین و لزوم پیروی‌شوندگان از آنان، همان تقلید است.
برخی مفسران و فقیهان از آیات ۴۳ سوره نحل و ۷ سوره انبیاء، ضرورت تقلید و رجوع انسان‌های «ناآگاه از مسایل فرعی دین» به عالمان و مجتهدان برداشت کرده‌اند:
برخی علما برای جواز تقلید عامی و رجوع غیرمجتهد به مجتهد در مسائل فرعی، به این آیه استدلال کرده‌اند. علامه طباطبایی هم معتقد است این آیه، ارشاد به یک اصل کلّی و عقلایی است و آن رجوع جاهل به اهل علم و خبره‌است.
البته، برداشت‌هایی که مفسرین و فقها از آیات قرآن در این زمینه انجام داده‌اند، با توجّه به مفهوم آیات است، زیرا تقلید از نیاکان جاهل و هدایت نشده مورد سرزنش قرار گرفته و مفهوم آن جواز تقلید از عاقلان عالم و هدایت شده‌است.

##### دلایل حدیثی
احادیثی که گاه فقهای امامیه برای جواز تقلید به آن‌ها استناد کرده‌اند، چند دسته‌اند:
1. حدیثی که واژه تقلید یا مشتقات آن را دربردارد.
2. احادیثی که در آن‌ها امامان، شیعیان را به راویان حدیث ارجاع داده‌اند، مانند توقیع امام دوازدهم.
3. احادیثی که طبق آن‌ها امامان به اشخاص معیّنی، با ذکر نام، ارجاع داده‌اند.
4. احادیثی که در آن‌ها ائمه یاران خود را به فتوا دادن برای مردم ترغیب یا فتوای آن‌ها را تأیید کرده‌اند.
5. احادیثی که از فتوا دادن بدون علم یا فتوا دادن بر پایهٔ روشهایی مانند رأی و قیاس نهی کرده‌است که مفهوم آنها، جواز فتوا دادن بر اساس دلیل معتبر شرعی است.
6. احادیثی که متضمن تقریر امامان شیعه مبنی بر جواز تقلید از کسانی است که بر طبق ضوابط شرعی فتوا می‌دهند.

##### دلایل اجماعی
دلیل دیگر جواز تقلید، اجماع انکارناپذیر فقها بر جواز پرسش و استفتا در احکام شرعی است، بدون آنکه دلیل حکم سؤال شود.
البته گفته می‌شود که چنین اجماعی وجود ندارد و تقلید در قرون اخیر در بین شیعیان رواج یافته‌است. برای مثال ابن زهره که از علمای بزرگ شیعه می‌باشد تقلید را از نظر علمای شیعه حرام می‌داند. او می‌گوید: «جایز نیست فتواگیرنده از فتوادهنده تقلید کند؛ چرا که تقلید ناپسند است، و نیز طایفه [امامیه] بر این معنی مجتمع‌اند که عمل جز بر اساس علم جایز نیست؛ و کسی نمی‌تواند بگوید که: وجود دلیل - یعنی اجماع طایفه - بر وجوب مراجعه عامی به مرجع و عمل به گفتار او با توجه به اینکه جایز الخطاست، او را از اقدام به قبیح مصون می‌دارد، و این را اقتضا دارد که عمل خود را به علم مستند کند؛ زیرا ما قبول نداریم که در صورت جایز الخطا بودن فقیه، علمای امامیه بر عمل به نظر وی اجماع داشته باشند؛ و این مسئله‌ای است اختلافی. بلکه آن چیزی که افراد به آن مأمورند فقط مراجعه فرد عامی به مفتی و مرجع است؛ و اما اینکه موظف به عمل به نظر وی باشد از روی تقلید، این گونه نیست». آیت‌الله منتظری نیز در کتاب مبانی فقهی حکومت اسلامی دلایل نقلی و عقلی تقلید را زیر سؤال می‌برد. او می‌نویسد آیات قرآن همگی بر تشویق به دانش آموزی و مراجعه به دانشمندان تأکید دارد همانگونه که همه مردم در هر رشته‌ای عمل می‌کنند و این به معنای تقلید نیست. احادیث وارده نیز یا مانند آیات قرآن به دانش تشویق می‌کنند یا اگر مجوز تقلید باشند دارای سند ضعیف می‌باشند. آیت‌الله منتظری دلایل عقلی را نیز خدشه پذیر می‌داند و می‌گوید عقلا از متخصصین رشته‌های مختلف تقلید نمی‌کنند بلکه برای کسب علم اجمالی به نظرات متخصصین مراجعه می‌کنند؛ حال در یک مورد با نظر یک متخصص قانع می‌شوند و در یک مورد نیز به چند متخصص مراجعه می‌کنند و حتی ممکن است در نهایت نیز به نظر فرد با دانش کمتر عمل نمایند. در واقع عقل حکم نمی‌کند که انسان فقط به نظر یک متخصص متکی باشد و خود را از نظر سایر صاحبنظران محروم کند.

### اصطلاحات کلیدی تقلید
- عدول: برگشتن از مرجع تقلید به مرجع دیگری و تغییر مرجع تقلید که درصورت اعلمیت دومی جایز است.
- تبعیض: مراجعه به مرجعی دیگر در قسمتی از ابواب فقهی (مثلاً خمس یا ارث) که طبق نظر غالب مراجع در صورت تساوی مجتهدین جایز است.
- رجوع: برگشتن از فتوای مرجع تقلید به مرجعی دیگر که در علم مساوی است غالباً -به انحایی- جایز شمرده می‌شود.
- بقا بر میت: ماندن بر فتاوای مرجع درگذشته که با اجازه مرجع زنده جایز است.[۱۷]

## تقلید در رساله روح‌الله خمینی
- عقیده مسلمان به اصول دین باید از روی دلیل باشد، ولی در احکام غیرضروری دین باید یا مجتهد باشد که بتواند احکام را از روی دلیل به دست آورد، یا از مجتهد تقلید کند، یعنی به دستور او رفتار نماید، یا از راه احتیاط طوری به وظیفه خود عمل نماید که یقین کند تکلیف خود را انجام داده‌است، مثلاً اگر عده‌ای از مجتهدین عملی را حرام می‌دانند و عده دیگر می‌گویند حرام نیست، آن عمل را انجام ندهد، و اگر عملی را بعضی واجب و بعضی مستحب می‌دانند آن را بجا آورد. پس کسانی که مجتهد نیستند و نمی‌توانند به احتیاط عمل کنند واجب است از مجتهد تقلید نمایند. مسئله ۱ رساله آیت‌الله خمینی
- تقلید در احکام عمل کردن به دستور مجتهد است؛ و از مجتهدی باید تقلید کرد که مرد و بالغ و عاقل و شیعه دوازده امامی و حلال‌زاده و زنده و عادل باشد؛ و نیز بنابر احتیاط واجب باید از مجتهدی تقلید کرد که حریص به دنیا نباشد و از مجتهدین دیگر اعلم باشد، یعنی در فهمیدن حکم خدا از تمام مجتهدین زمان خود استادتر باشد.مسئله ۲ رساله آیت‌الله خمینی
- مجتهد و اعلم را از سه راه می‌توان شناخت: اول: آنکه خود انسان یقین کند، مثل آنکه از اهل علم باشد و بتواند مجتهد و اعلم را بشناسد. دوم: آنکه دو نفر عالم عادل که می‌توانند مجتهد و اعلم را تشخیص دهند مجتهد بودن یا اعلم بودن کسی را تصدیق کنند، به شرط آنکه دو نفر عالم عادل دیگر با گفته آنان مخالفت ننمایند. سوم: آنکه عده‌ای از اهل علم که می‌توانند مجتهد و اعلم را تشخیص دهند و از گفته آنان اطمینان پیدا می‌شود، مجتهد بودن یا اعلم بودن کسی را تصدیق کنند.مسئله ۳ رساله آیت‌الله خمینی
- اگر شناختن اعلم مشکل باشد به احتیاط واجب باید از کسی تقلید کند که گمان به اعلم بودن او دارد، بلکه اگر احتمال ضعیفی هم بدهد که کسی اعلم است‌و بداند دیگری از او اعلم نیست به احتیاط واجب باید از او تقلید نماید؛ و اگرچند نفر در نظر او اعلم از دیگران و با یکدیگر مساوی باشند باید از یکی ازآنان تقلید نماید.مسئله ۴ رساله آیت‌الله خمینی
- به دست آوردن فتوی یعنی دستور مجتهد چهار راه دارد: اول: شنیدن از خود مجتهد. دوم: شنیدن از دو نفر عادل که فتوای مجتهد را نقل کنند. سوم: شنیدن از کسی که مورد اطمینان و راستگوست. چهارم: دیدن در رساله مجتهد در صورتی که انسان به درستی آن رساله اطمینان داشته باشد.مسئله ۵ رساله آیت‌الله خمینی
- تا انسان یقین نکند که فتوای مجتهد عوض شده‌است، می‌تواند به آنچه در رساله نوشته شده عمل نماید و اگر احتمال دهد که فتوای او عوض شده، جستجو لازم نیست.مسئله ۶ رساله آیت‌الله خمینی
- اگر مجتهد اعلم در مسئله‌ای فتوی دهد، مقلد آن مجتهد یعنی کسی که از او تقلید می‌کند نمی‌تواند در آن مسئله به فتوای مجتهد دیگر عمل کند، ولی اگر فتوی ندهد و بفرماید احتیاط آن است که فلان طور عمل شود مثلاً بفرماید احتیاط آن است که در رکعت‌سوم و چهارم نماز، سه مرتبه تسبیحات اربعه یعنی «سبحان الله و الحمد لله و لا اله الا الله و الله اکبر» بگویند، مقلد باید یا به این احتیاط که احتیاط واجبش می‌گویند عمل کند و سه مرتبه بگوید یا بنابر احتیاط واجب به فتوای مجتهدی که علم او از مجتهد اعلم کمتر و از مجتهدهای دیگر بیشتر است، عمل نماید، پس اگر او یک مرتبه گفتن را کافی بداند، می‌تواند یک مرتبه بگوید؛ و همچنین است اگر مجتهد اعلم بفرماید مسئله محل تأمل یا محل اشکال است.مسئله ۷ رساله آیت‌الله خمینی
- اگر مجتهد اعلم بعد از آن که در مسئله فتوا داده احتیاط کند، مثلاً بفرماید ظرف نجس را که یک مرتبه در آب کر بشویند پاک می‌شود، اگر چه احتیاط آن است که سه مرتبه بشویند، مقلد او نمی‌تواند در آن مسئله به فتوای مجتهد دیگر رفتار کند، بلکه باید یا به فتوا عمل کند، یا به احتیاط بعد از فتوا که آن را احتیاط مستحب می‌گویند عمل نماید، مگر آن که فتوای آن مجتهد نزدیکتر به احتیاط باشد.مسئله ۸ رساله آیت‌الله خمینی
- تقلید میت ابتداء جایز نیست، ولی بقای بر تقلید میت اشکال ندارد؛ و باید بقای بر تقلید میت به فتوای مجتهد زنده باشد و کسی که در بعضی‌از مسایل به فتوای مجتهدی عمل کرده، بعد از مردن آن مجتهد می‌تواند در همه مسایل از او تقلید کند.مسئله ۹ رساله آیت‌الله خمینی
- اگر در مسئله‌ای به فتوای مجتهدی عمل کند و بعد از مردن او در همان مسئله به فتوای مجتهد زنده رفتار نماید، دوباره نمی‌تواند آن را مطابق فتوای مجتهدی که از دنیا رفته‌است انجام دهد، ولی اگر مجتهد زنده در مسئله‌ای فتوی ندهد و احتیاط نماید و مقلد مدتی به آن احتیاط عمل کند، دوباره می‌تواند به فتوای مجتهدی که از دنیا رفته عمل نماید، مثلاً اگر مجتهدی گفتن یک مرتبه «سبحان الله و الحمد لله و لا اله الا الله و الله اکبر» را در رکعت‌سوم و چهارم نماز، کافی بداند و مقلد مدتی به این دستور عمل نماید و یک مرتبه بگوید، چنانچه آن مجتهد از دنیا برود و مجتهد زنده احتیاط واجب را در سه مرتبه گفتن بداند و مقلد مدتی به این احتیاط عمل کند و سه مرتبه بگوید، دوباره می‌تواند به فتوای مجتهدی که از دنیا رفته برگردد و یک مرتبه بگوید.مسئله ۱۰ رساله آیت‌الله خمینی
- مسائلی را که انسان غالباً به آن‌ها احتیاج دارد واجب است، یاد بگیرد.مسئله ۱۱ رساله آیت‌الله خمینی
- اگر برای انسان مسئله‌ای پیش آید که حکم آن را نمی‌داند، می‌تواند صبر کند تا فتوای مجتهد اعلم را به دست آورد یا اگر احتیاط ممکن است به احتیاط عمل نماید، بلکه اگر احتیاط ممکن نباشد چنانچه از انجام عمل، محذوری لازم نیاید، می‌تواند عمل را به جا آورد. پس اگر معلوم شد که مخالف واقع یا گفتار مجتهد بوده دوباره باید انجام دهد.مسئله ۱۲ رساله آیت‌الله خمینی
- اگر کسی فتوای مجتهدی را به دیگری بگوید، چنانچه فتوای آن مجتهد عوض شود، لازم نیست به او خبر دهد که فتوی عوض شده، ولی اگر بعد از گفتن فتوی بفهمد اشتباه کرده، در صورتی که ممکن باشد، باید اشتباه را برطرف کند.مسئله ۱۳ رساله آیت‌الله خمینی
- اگر مکلف مدتی اعمال خود را بدون تقلید انجام دهد در صورتی اعمال او صحیح است که بفهمد به وظیفه واقعی خود رفتار کرده‌است‌یا عمل او با فتوای مجتهدی که وظیفه‌اش تقلید از او بوده یا با فتوای مجتهدی که فعلاً باید از او تقلید کند، مطابق باشد.مسئله ۱۴ رساله آیت‌الله خمینی

## تقلید در مذهب اهل تسنن
موضوع تقلید در میان اهل سنّت فراز و نشیبهای بسیاری داشته‌است. برخی مؤلفان، از این منظر، فقه اهل سنّت را به چهار دوره تقسیم کرده‌اند:
1. مرحلهٔ آغاز: این مرحله به زمان خلفا و صحابه بازمی‌گردد که مردم برای شناخت احکام شرعی به آنان رجوع می‌کردند. در این دوره مذهب معیّنی در میان اهل سنّت رواج نداشت، بلکه در مواردی که اتفاق نظر داشتند به روایاتی که از پیامبر اسلام رسیده بود، عمل می‌نمودند و در موارد اختلاف نظر به هر یک از صحابه که می‌خواستند مراجعه می‌کردند، بدون آنکه همواره به روش یا فرد خاصی ملتزم باشند.
2. مرحلهٔ بروز مذاهب فقهی: با افزایش تعداد راویان احادیث و ظهور اشخاص برجسته علمی در مناطق گوناگون، مردم برای فراگیری احکام به افراد متعددی رجوع می‌کردند. این اشخاص نوعی مرجعیت دینی یافتند و هر یک مذهبی فقهی را پایه‌گذاری کردند.
3. مرحلهٔ حصر مذاهب فقهی چهارگانه: تعدد مذاهب اختلافاتی در پی داشت و تعصب و دشمنی پیروان مذاهب این اختلافات را تشدید کرد و با افزایش حسد و خودبینی و دیگر ضعفهای اخلاقی، روح تفکر از بین رفت. از سوی دیگر، با وجود اختلاف شدید مذاهب، عملاً امکان قضاوت در دعاوی بر اساس قانون و رویه واحد وجود نداشت. چه بسا بر پایهٔ یک مذهب، عقدی باطل و بنا بر مذهب دیگر همان عقد صحیح بود یا بر اساس یک مذهب، عملی مشمول مجازات بود و بر پایهٔ مذهبی دیگر نبود. مجموع این عوامل و بروز هرج و مرج مذهبی باعث شد که فکر بستن باب اجتهاد و محدود شدن مذاهب فقهی مطرح شود. سرانجام، در قرن هفتم، چهار مذهب از مذاهب اهل سنّت رسمیت یافت و پیروی از دیگر مذاهب تحریم شد. فقیهانی، از جمله ابن صلاح، نیز به منع تقلید از غیر مذاهب اربعه فتوا دادند.

۴) مرحلهٔ رواج مجدد اجتهاد و تقلید: بعضی علمای پیشین اهل سنّت، مانند ابوالفتح شهرستانی (متوفی ۵۴۸) و ابواسحاق شاطبی (متوفی ۷۹۰)، به بسته بودن باب اجتهاد و افتا معترض و خواهان گشودن آن بودند. در قرن اخیر نیز شماری از عالمان اهل سنّت و شیوخ الازهر، به استناد اجماع مسلمانان در صدر اسلام مبنی بر جواز تقلید از هر یک از صحابه، انحصار اجتهاد در چهار مذهب را مردود دانسته‌اند و اجتهاد علمی دوباره رواج یافته‌است. بر این اساس، مکلفان سنّی مذهب می‌توانند از هر یک از ائمهٔ مذاهب فقهی که بخواهند تقلید کنند و حتی جایز است که دربارهٔ مسائل مختلف، از میان آرای مذاهب چهارگانهٔ اهل سنّت، آسانترین رأی فقهی را برای تقلید برگزینند. این دیدگاه در میان فقهای پیشین اهل سنّت نیز مدافعانی داشته، هر چند برخی از آن‌ها مانند کیاهراسی و ابن تیمیّه (متوفی ۷۲۸) با آن به مخالفت برخاسته‌اند.

### جواز یا حرمت تقلید از نظر اهل تسنن
در میان اهل سنّت دو دیدگاه اساسی در بارهٔ جواز یا حرمت تقلید وجود دارد. برخی فقهای متقدم تقلید را حرام شمرده‌اند. از امامان مذاهب چهارگانه (ابوحنیفه و مالک بن انس و شافعی و احمدبن حنبل) عدم جواز تقلید نقل شده‌است. در مقابل، از برخی فقیهان متقدم اهل سنّت، از جمله از فقیه بزرگ حنفی، محمدبن حسن شیبانی، جواز تقلید نقل شده‌است. شافعی نیز در مواردی دلیل نظر خود را پیروی از یک صحابی یا تابعی دانسته‌است. علاوه بر آن از کتاب شافعی و نیز از فقهایی مانند ابن سرّاج، احمد بن حنبل و سفیان ثوری، جواز تقلید عالم از عالم نقل شده‌است. ابن قیّم جوزیّه این اختلاف نظر را این‌گونه توجیه کرده که برای عالم، تقلید از دیگری فقط به هنگام ضرورت مجاز است و در سایر موارد جایز نیست. ابن حزم هم تقلید را باطل می‌دانسته و پیروان خود و دیگر مذاهب را به اجتهاد فرامی خوانده‌است.
فقهای متأخر اهل سنّت قائل به جواز تقلید و وجوب آن برای عامی (غیر عالم) هستند، زیرا هر فرد، مکلف به انجام دادن احکام شرعی است و نبودن حجت برای اثبات تکلیف، موجب زوال آن و طرد شریعت می‌شود.